# Йете
Йете (на нидерландски: Jette; на френски: Jette) е селище в Централна Белгия, една от 19-те общини на Столичен регион Брюксел. Населението му е около 43 000 души (2006).